# Родриго Енрике
Родриго Енрике е бразилски професионален футболист, който играе за отбора на Черно море (Варна). Той играе като втори нападател.

## Кариера

### Ранна кариера
Той започва своята кариера в Оесте на 18 години. Дебютира срещу Брагантино на 20 март 2013 г.

### Черно море
На 7 януари 2019 г. подписва договор с Черно море (Варна).